# 汉斯·托罗普施
汉斯·托罗普施 (1889年10月7日 – 1935年10月8日) 是一位化学家，与弗朗兹·费歇尔开发费托合成。

## 生平
托罗普施出生于普拉納 市，Sudet-German波希米亚，当时是奥匈帝国的一部分，现在是捷克共和国。 1907年至1913年，他就读于布拉格的德国查尔斯-费迪南德大学和布拉格的德国技术大学。他因与汉斯·迈耶 (Hans Meyer) 的合作而获得博士学位。
托罗普施于 1916 年至 1917 年在米尔海姆的一家染料厂工作，然后在威廉皇帝煤炭研究所工作了几个月。 从 1917 年到 1920 年，托罗普施在尼德奥的 Rütgers 公司的焦油蒸馏厂工作，但在 1920 年回到威廉皇帝煤炭研究所，一直待到 1928 年。他在那里与弗朗兹·费歇尔 (Franz Fischer) 和 Otto Roelen 一起工作。 正是在这段时间里，费托合成工艺的突破性发明获得了专利。
1928 年，托罗普施成为在布拉格的新成立的煤炭研究所的教授。 后来，他于 1931 年在美国萬國油品实验室和在芝加哥的伊利諾理工學院任职。由于重病，特罗普施于1935年返回德国，抵达后不久在在埃森市的一家医院去世。